# Републикански път III-806
Републикански път IIІ-806 е третокласен път, част от Републиканската пътна мрежа на България, преминаващ изцяло по територията на Хасковска област. Дължината му е 24,1 km.
Пътят се отклонява надясно при 305,9 км на Републикански път I-8 източно от град Хасково, преминава през центъра на града и се насочва на запад през Хасковската хълмиста област, като в северната част на село Минерални бани се съединява с Републикански път III-506 при неговия 27,2 km.
| Пътища, отклоняващи се надясно (населено място, № на пътя, посока на пътя) | km   | Пътища, отклоняващи се наляво (посока на пътя, № на пътя, населено място) |
| -------------------------------------------------------------------------- | ---- | ------------------------------------------------------------------------- |
| Община Хасково, I-8, 305,9 km →                                            | 0,0  | → 305,9 km, I-8, Община Хасково                                           |
| (от гр. Русе) I-5, 292,9 km →                                              | 1,3  | → 292,9 km, I-5 (до ГКПП Маказа - Нимфея)                                 |
| гр. Хасково                                                                | 5,3  | гр. Хасково                                                               |
|                                                                            | 11,9 | → общински път (за с. Въгларово)                                          |
| (за с. Гарваново) общински път ←                                           | 13,8 |                                                                           |
| Община Минерални бани                                                      | 16,3 | Община Минерални бани                                                     |
| (за с. Татарево) общински път ←                                            | 18,9 |                                                                           |
| (от 278,8 km на I-5) IIІ-506, 27,2 km, с. Минерални бани →                 | 24,1 | → с. Минерални бани 27,2 km, IIІ-506 (до 319,7 km на I-5)                 |